# 佐藤春夫

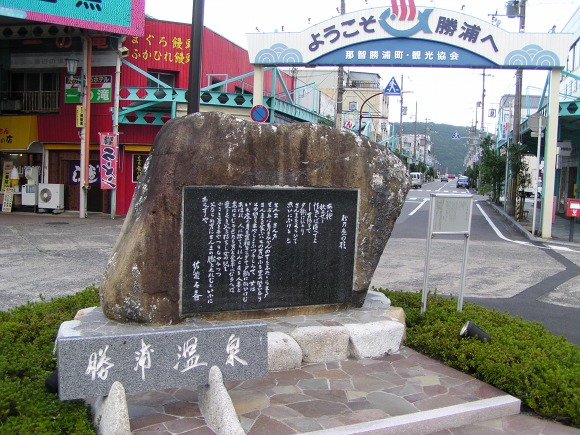
紀伊勝浦駅前の歌碑

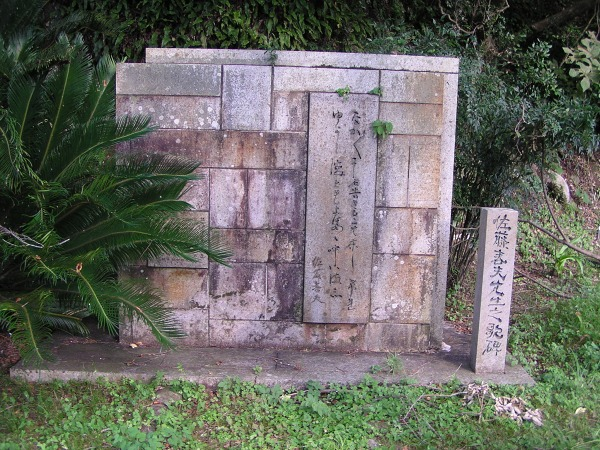
ゆかし潟の歌碑

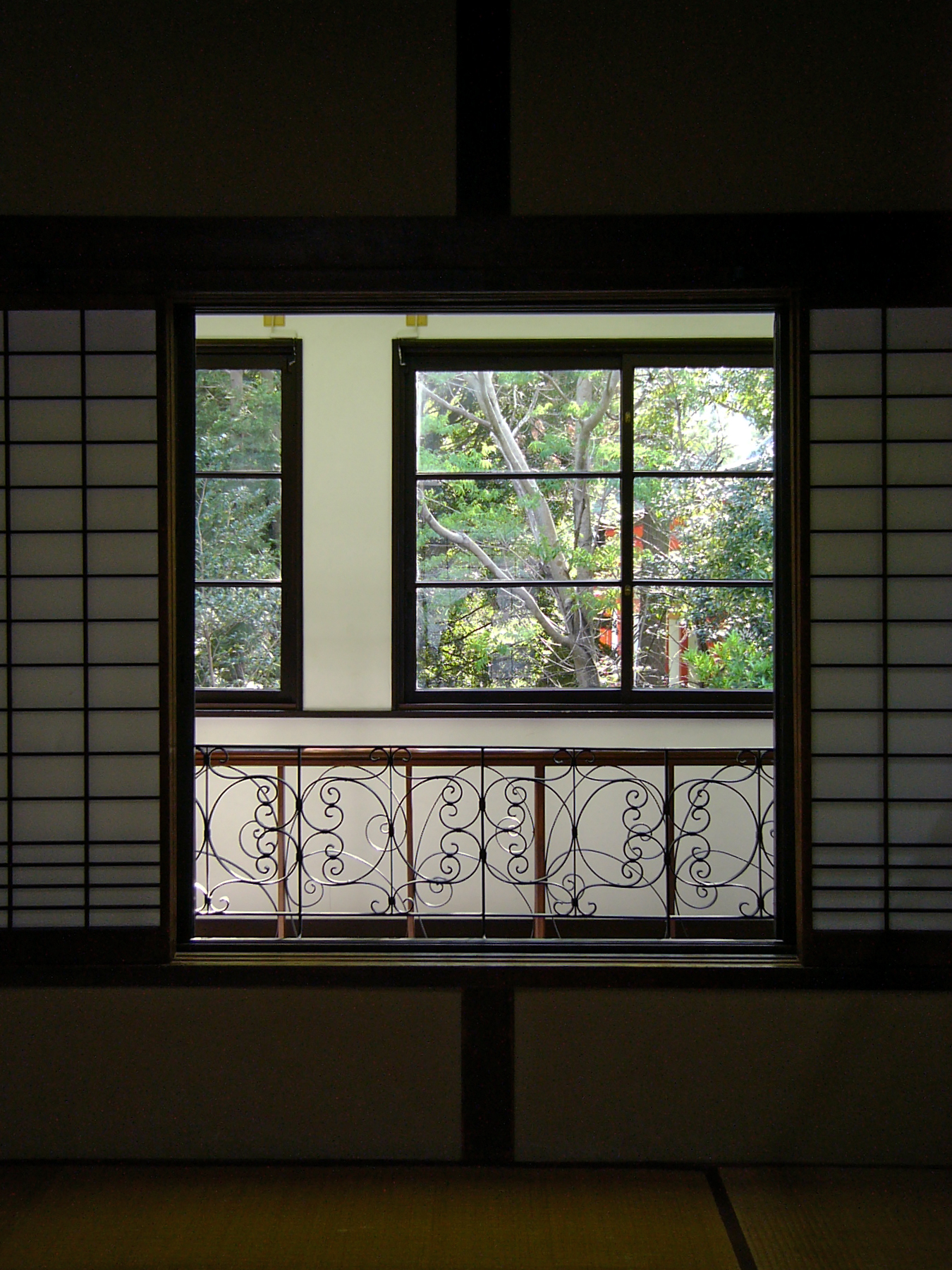
佐藤春夫記念館和室

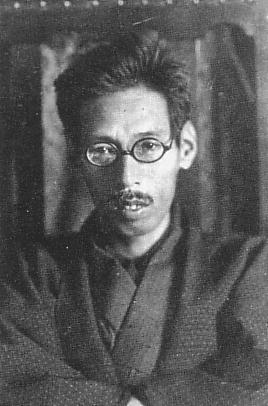
佐藤春夫（大正時代）

佐藤 春夫（さとう はるお、1892年〈明治25年〉4月9日 - 1964年〈昭和39年〉5月6日）は、近代日本の詩人・小説家。艶美清朗な詩歌と倦怠・憂鬱の小説を軸に、文芸評論・随筆・評伝作品・童話・戯曲・和歌とその活動は多岐に及び、明治末期から昭和中期まで旺盛に活動した。筆名を潮鳴、沙塔子、雅号を能火野人と称した。初代新宮市名誉市民。日本芸術院会員、文化功労者、文化勲章受章者。
生家は医家。中学時代から文学好きで、文芸誌「スバル」に詩歌を投稿した。永井荷風を慕い慶應義塾に入学。生田長江に師事。与謝野鉄幹・晶子の東京新詩社に入った。
『西班牙犬の家』（1917年）などで認められ、『田園の憂鬱』（1917年）や『都会の憂鬱』（1922年）で作家的地位を確立。この間谷崎潤一郎との親交、谷崎夫人をめぐっての、潤一郎との絶交の中で『殉情詩集』（1921年）などが生まれた。
戦後は『晶子曼陀羅』（1954年）など、文人の伝記小説や随筆を書いた。1964年、自宅でのラジオの録音中に倒れ、心筋梗塞のために死去。

## 経歴

### 学生時代
和歌山県東牟婁郡新宮町（現・新宮市）に医師・佐藤豊太郎（号は鏡水）、政代の長男として生まれる。母・政代は旧紀州藩士で御庭奉行を務めた竹田家の娘。佐藤家の家系は代々紀州の下里町で医を業とし、父の豊太郎に至って九代を数えている。父の豊太郎は正岡子規に私淑した文人でもある。
1898年（明治31年）4月に新宮第一尋常小学校（丹鶴小学校）に入学。和歌山県立新宮中学校（現・和歌山県立新宮高等学校）在学中、佐藤潮鳴の筆名で校友会誌に「おらば籠」、1908年（明治41年）には『熊野実業新聞』に短歌6首掲載、『明星』に「風」の題で投稿し短歌が石川啄木の選に入り、和貝彦太郎主宰の「はまふゆ」の同人となり、「馬車・食堂」（短歌・詩）を発表。この頃に父は病院を一時閉鎖し、北海道十勝国中川郡で農場を経営する。『趣味』、『文庫』、『新声』、『熊野新報』に短歌や歌論を次々と発表し、1909年（明治42年）『すばる』創刊号に短歌を発表する。ここで生田長江、与謝野寛、石井柏亭を知り、また同盟休校事件の首謀者とみなされて無期停学を命じられた。
1910年（明治43年）卒業後、上京して生田長江に師事、与謝野寛の新詩社に入る。ここで同人の堀口大學を知り、堀口と共に旧制第一高等学校の入試に臨んだが、試験を中途で放棄し、慶應義塾大学部文学科予科に入学する。文学科では当時教授だった永井荷風に学び、また生方克三を知る。兄弟子に当たる久保田万太郎とは犬猿の仲であったが、荷風の死後明らかになった『断腸亭日乗』に、弟子の久保田と春夫を中傷する内容が書かれていたため、和解した。
1909年（明治42年）から『スバル』『三田文学』に叙情詩、傾向詩を発表し、識者の注目を集める。1911年（明治44年）1月24日、幸徳秋水らに連座して同郷の医師である大石誠之助が大逆事件の被告として処刑されるが、その当時の心情を同年5月に詩「愚者の死」として『スバル』に発表し、評価されている。

### 大正時代

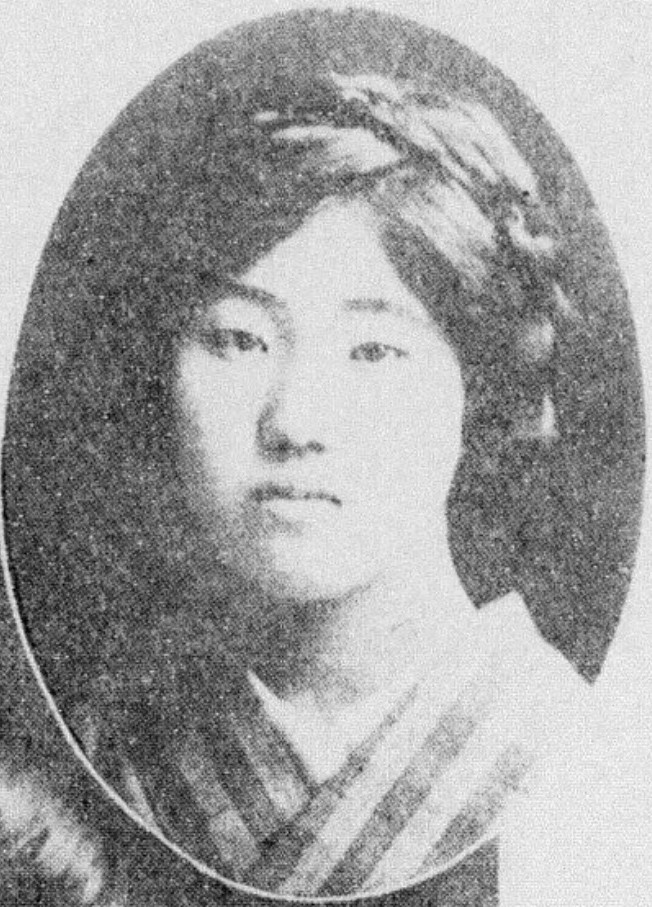
同棲相手の川路歌子

1912年（大正元年）の秋に青鞜社の尾竹紅吉を通じて妹の尾竹ふくみを知り、その気持ちを早速詩に託したが、慢性の不眠症を患う。1913年（大正2年）に『黒耀』の同人となる。9月に慶應義塾大学部文学科を中退。雑誌『我等』の創刊発起人となる。この頃、高村光太郎のアトリエに通い、肖像画を描いてもらう。夏に、徴兵検査を受け丁種となる。12月に元芸術座の女優・川路歌子（遠藤幸子）と同棲し、この頃から散文詩に向かう一方、絵筆を執るようになり、第2回「二科展」に『自画像』と『静物』の2点が入選した。
1917年（大正6年）に神奈川県都筑郡中里村（現・横浜市）に移り、田園生活を始める。『病める薔薇』の執筆を始め、翌年『黒潮』に発表。第3回「二科展」に『猫と女の画』『夏の風景』の2点が入選。江口渙、久保勘三郎らと共に同人誌創刊の準備を行い『星座』を創刊（5月に廃刊）。また江口を通して芥川龍之介を知り、6月には谷崎潤一郎を知る。芥川の出版記念会「羅生門の会」に出席して開会の辞を述べ、第4回「二科展」に『上野停車場附近』『静物』の2点が入選。
1919年（大正8年）に前述の『病める薔薇』の後半を書き足した『田園の憂鬱』を完成させて『中外』に発表。膨大な量の評論を発表し、一作毎に新進作家としての地位を確立する一方、1920年（大正9年）に極度の神経衰弱に陥り、帰郷する。6月から10月にかけて台湾や中国の福建に旅行する。台湾在住の知人であった東熙市の紹介で森丑之助と知り合った。1921年（大正10年）に『殉情詩集』を発表し、小説家、詩人として広く認められる。また『新青年』誌などで多くの推理小説を発表。富ノ澤麟太郎を知る。谷崎潤一郎が妻千代に冷淡なのを見て同情から恋に変わり、谷崎はいったん佐藤に妻を譲ると言うが、谷崎は妻の妹せい子（『痴人の愛』のナオミのモデルとなった女優・葉山三千子）と結婚するつもりでいたがせい子に断られ、妻が惜しくなって前言を翻したため、谷崎と交友を断つ。谷崎は当時小田原に住んでいたためこれを小田原事件という。失恋に苦しみ、代表作である「秋刀魚の歌」（詩集『我が一九二二年』所収）などで千代への思慕を歌った。
東京市外目黒氷川に居を構えた弟の夏樹方に同居し、稲垣足穂、江川宇礼雄も同居した。翌年に父の豊太郎が還暦を迎え、家督を継いだ。「都会の憂鬱」を『婦人公論』に断続連載し始め、高橋新吉を知る。雑誌『月光』の同人となり、『聊斎志異』の翻訳「流謫の神」「碧色の菊」、今古奇観の翻訳「百花村物語」を手がける。中国文学に傾倒し、長期の旅行を計画するが関東大震災や島田清次郎事件のため中止する。1924年（大正13年）に帰郷し、約1年ほど郷里に留まる。
1926年（大正15年）に長谷川幸雄が門人として同居し、谷崎潤一郎と交友関係を復活させる。4月に3年間に長篇を2作ずつ書く約束で、菊池寛、宇野浩二、里見弴と共に報知新聞社客員記者となり、中国へ旅行する。10月にかけて魔女事件（山脇雪子）が発生。この頃、富沢有為男を知る。

### 戦前昭和時代
1927年（昭和2年）に小石川区町（現・文京区関口）の新居に移り、中旬から改造社の講演旅行に加わり九州、北陸方面を廻り、7月に中国旅行を行い、旅行中に芥川龍之介の訃を聞く。帰朝後に『芥川龍之介全集』の編纂にたずさわり、王秀楚の「揚州十日記」を翻訳発表した。『平凡』、『文學』の創刊に携わり、1929年（昭和4年）に法政大学予科講師となり、作文を担当。在職中に現在の同大学校歌を作詞する。翌年に兵庫県武庫郡に移り住むが、軽い脳溢血を病み、病気静養のため下里へ帰郷する。
谷崎潤一郎の妻・千代を、1930年（昭和5年）に譲り受けた。谷崎と千代の離婚成立後、3人連名の挨拶状を知人に送り、「細君譲渡事件」として新聞などでも報道されて反響を呼び起こした。谷崎の『蓼喰ふ蟲』はその経緯を描いたものと思われていたが、実はその前年の、千代を和田六郎（大坪砂男）に譲る件についてのものであることが分かった。
1931年（昭和6年）に雑誌『古東多万』を創刊し編纂責任者となる。魯迅の翻訳「故郷」「孤独者」を手がけ、「危機」を『改造』に連載し始めたが、モデル問題が起こり中断する。長男の方哉が誕生し、1933年（昭和8年）に法政大学を辞職する。この年に中谷孝雄を知る。翌年に文芸懇話会が創立され会員となり、中旬から和歌山県名勝地踏破旅行に出かける。
1935年（昭和10年）芥川賞が制定されると選考委員11人のうちの1人となる。また日本文学振興会理事の一人となった。しかし、第1回文芸懇話会賞をめぐって論争し、委員を辞任する。8月に太宰治を知る。翌年に文化学院の文学部長に就任する。1937年（昭和12年）に日本浪曼派の同人となり、7月に新日本文化の会設立に参加し、『新日本』の編纂人となる。翌年5月には文藝春秋社特派員として華北方面に出発し、9月に文学者従軍海軍班の一員として中国に赴く。1940年（昭和15年）初代・花柳寿美のために「八雲起出雲阿国」を書き下ろし、歌舞伎座、帝国劇場で上演。10月に慶應義塾特選塾員となる。
1941年（昭和16年）5月に文藝銃後運動のため、近畿地方に講演旅行。太平洋戦争（大東亜戦争）の文士部隊として中支戦線に従軍し、マレー及びジャワの南方方面へ視察旅行に出る。同年12月24日に大政翼賛会の肝いりで開催された「文学者愛国大会」に参加。会場で詩の朗読を行うなど、時世沿った行動も見られた。
1945年（昭和20年）4月、長野県北佐久郡平根村（現・佐久市）に疎開。その地に1951年（昭和26年）10月まで留まり、「佐久の草笛」をまとめる。

### 戦後昭和時代

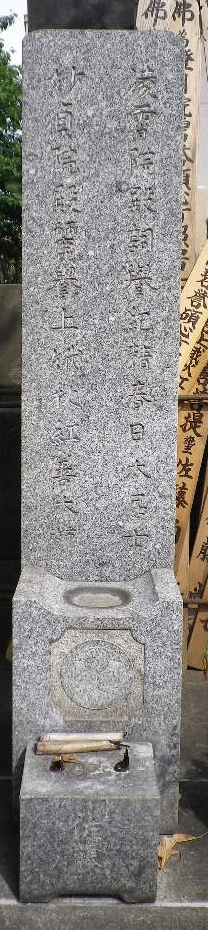
佐藤春夫の墓

1946年（昭和21年）から文芸誌『方寸』、『風流』、『群像』、『傳記』、『至上律』の創刊に助力し、翌年から毎年全国各地に旅行に出る。1948年（昭和23年）から日本芸術院会員。水上瀧太郎賞が設定されると選考委員となる。翌年、誕生日を祝う会「春の日の会」第1回を日比谷陶々亭で催され、芥川賞の復活に伴い選考委員となる。慶應義塾大学で「近代日本文学の展望」を開講。この頃日照雨事件が起こる。
1949年（昭和24年）10月21日、佐藤を含む日本芸術院会員8人が皇居に招かれ、午餐の御陪食を賜る。食後のお茶の席で南方熊楠の伝聞について語る。
1950年（昭和25年）宮中歌会始に列席する。『朝日評論』でエドマンド・ブランデンと東西の詩について対談する。翌年『三田文学』の編集委員となり、下旬から奥入瀬渓谷、恐山方面に旅行する。11月に「新宮市歌」を作詞し、制定される。
1953年（昭和28年）に青森県上北郡十和田湖町に「奥入瀬渓谷の賦」の詩碑が建ち、雑誌『心』の同人となる。翌年に檀一雄と共に九州を旅行する。疎開地の佐久に別荘「見山居」の新築を始める。1956年（昭和31年）に芥川賞受賞作品『太陽の季節』をめぐって舟橋聖一と応酬する。翌年、千代田区10周年にともない「千代田区歌」を作詞し、制定。千葉県銚子市犬吠岬に「犬吠岬旅情のうた」詩碑建立。40年ぶりに鉄町に「田園の憂鬱」時代の旧居を訪ねる。
1959年（昭和34年）に宮中歌会始に召人として選任され列席。和歌山県那智に「秋刀魚の歌」詩碑建立。紀勢本線の開通に先立って試乗し、新宮市に帰郷。新宮市熊野速玉大社社頭に「望郷五月歌」詩碑建立。『小説永井荷風傳』について中村光夫との応酬が始まる。1960年（昭和35年）文化勲章を受章。長野県北佐久郡浅間町に「湖畔口吟」詩碑建立。1961年（昭和36年）1月に新宮市名誉市民となり、5月に東宮御所に招かれ文学を談義した。翌年に芥川賞選考委員を辞任し、9月に山口県の「山口県民の歌」（3代目）および「山口市の歌」（2代目）を作詞、それぞれ制定される。翌年、井上靖を連れて北海道旅行に出かけ、『北海タイムス』夕刊に「北海道吟行」を12回連載。
1964年（昭和39年）慶應義塾大学で「詩学」を開講し、堀口大學と共に「ミロのヴィーナス展」を見る。5月6日、夕方頃に朝日放送の「一週間自叙伝」というラジオ番組の5月20日放送予定分を自宅の書斎で録音中、「私は幸いにして…」という言葉を発した直後心筋梗塞を起こし、そのまま死去した。72歳没。京都の知恩院に葬られ、忌日を「春日忌」と呼ぶ。文京区伝通院にも墓碑がある。贈従三位、賜銀杯一組。法名は凌雲院殿詞誉紀精春日大居士。
1964年（昭和39年）、東京オリンピック開会式に、前年に作詞した「オリンピック東京大賛歌」が歌われた。北海道十勝国中川郡豊頃町の長節湖畔に四行詩碑建立。

## 人物
- 明治期には大逆事件の影響を受けて、思想的な傾向を示す「傾向詩」を多く手がけるが、大正に入って、もっぱら小説家として生きることを目指す。第二次大戦中は、文学者として従軍し、戦争を賛美するかのような詩を残す。戦後は、B級戦犯に問われている知人などを弁護した。
- 春夫は日本文学報国会の理事だったため、戦後は戦争協力者の一人として批難されることにもなるが、その批難に対して「わたくしは民族感情を代表して、はじまってしまった戦争に勝つように協力しただけであった。」と答えた。
- 芥川龍之介とは友人で芥川からの手紙が残っている[6]。1926年に送られたとみられる佐藤宛の手紙が遺族により実践女子大学に寄贈されており、芥川の随筆集の表紙を描いてくれた感謝のほか、小説「妖婆」を失敗作だと断じた佐藤の論評について「始めて読んだ時には不快だつたが、今は平気でよめる」と記している[6]。
- 俗に門弟三千人といわれ、その門人もまた井伏鱒二、太宰治、檀一雄、吉行淳之介、稲垣足穂、龍胆寺雄、柴田錬三郎、中村真一郎、五味康祐、遠藤周作、安岡章太郎、古山高麗雄など、一流の作家になった者が多かった。また、芥川賞の選考をめぐる太宰との確執はよく知られている。自分を慕う者の世話はどこまでもみたが、自分を粗略にした（と思った）者はすぐに厚誼を途絶するという、ものごとを白・黒でしか見ない傾向があった。三島由紀夫も第二次大戦末期には春夫のもとに出入りし、初対面の折に「大家の内に仰ぐべき心の師はこの方を措いては、と切に思はれました」（1943年10月5日付富士正晴宛書簡）と記したこともあるが、三島が長篇小説『盗賊』（1948年）の序文を川端康成に依頼したことが春夫は気に入らず、以後は疎遠になっている。檀一雄は、川端家に遊びに行っても酒が出ないので閉口していたところ、春夫の家を訪れた折には春夫が下戸なのにもかかわらず気前よく酒を振舞われて感激し、それ以後弟子を自任するようになったという。
- 息子の佐藤方哉（まさや、1932年-2010年）は、心理学者。慶應義塾大学文学部で長く教鞭を執り、国際行動分析学会会長、慶應義塾大学名誉教授・帝京大学文学部教授、星槎大学学長などを歴任した。
- 甥の東洋史家の竹田龍児[7]は、谷崎の実娘・鮎子と結婚している。
- 姪の智恵子は詩人の三好達治と結婚していたが、三好が師匠である萩原朔太郎の妹アイと結婚するため離婚。後にアイと三好も離婚することになるが、三好は亡くなるまでアイの事を愛していた。
- 『新潮』編集長の齋藤十一から原稿を没にされてからは、齋藤および新潮社と縁を切った。
- 佐藤春夫は、自分はただの「支那趣味愛好者ぐらゐ」と謙遜していたが、下の世代の中国文学者・竹内好は春夫の中国論に影響を受けた[8]。
- 太宰治の『道化の華』、『虚構の春』は佐藤が命名した。
- 芥川賞創設初年度の芥川賞は石川達三の『蒼氓』に決まり、太宰治のデビュー作『逆行』は次席となった。太宰はこの結果に納得できず、落選後、川端康成に抗議文を送ったり、佐藤に来年の受賞を懇願するなどして、文壇に波紋を広げた[9]。
- 石原慎太郎の『太陽の季節』が自分の意に反して芥川賞（第34回下半期）を受賞した際には激怒した事で知られる。
- 「H賞」（現H氏賞）が創設された際には基金出資者なのではないかと疑われた。
- 毎年11月3日の文化の日に、新宮市の主催により「筆供養」が行われている。

## 著書
- 『病める薔薇 短篇集』天佑社 1918年(大正七年十一月廿八日) 
  - 「田園の憂鬱」新潮文庫、岩波文庫
  - 「都会の憂鬱」のち岩波文庫、新潮文庫、福武書店
- 『お絹とその兄弟』新潮社(新進作家叢書) 1919年　のち角川文庫
- 『美しき町』天佑社 1920年　のち新編・岩波文庫
- 『幻灯 短篇集』新潮社 1921年
- 『南方紀行 厦門採訪冊』新潮社 1922年
- 『剪られた花』新潮社(中篇小説叢書) 1922年
- 『薔薇と真珠 童話戯曲』金星堂 1922年
- 『花と実と棘』金星堂名作叢書　1922年
- 『我が一九二二年 詩文集』新潮社 1923年
- 『佗しすぎる』改造社 1923年
- 『この三つのもの』1923年、好学社 1949年。講談社文芸文庫 2007年
- 『たびびと』新潮社 1924年（短篇シリイズ）
- 『李太白 歴史物傑作選集』而立社 1924年
- 『暮春插話』明窓社 1924年
- 『佐藤春夫詩集』第一書房 1926年
- 『窓展く』改造社 1926年
- 『蝗の大旅行』改造社 1926年
  - 「美しき町・西班牙犬の家」岩波文庫
- 『退屈読本』新潮社 1926年　のち冨山房百科文庫（上下）
- 『女誡扇綺譚』第一書房 1926年
- 『厭世家の誕生日』岩波文庫 1928年、復刊1990年
- 『文芸一夕話』改造社 1928年
- 『神々の戯れ』新潮社 1929年。のち河出市民文庫
- 『更生記』新潮社 1930年。のち河出市民文庫、春陽堂文庫 2025年
- 『心驕れる女』新潮社 1931年
- 『詩集 魔女』崇文堂 1931年。大雅洞 1958年 特別装丁本
- 『むさしのをとめ』新潮社 1932年
- 『維納の殺人容疑者』小山書店 1933年 のち講談社文芸文庫
- 『閑談半日』白鳳社 1934年
- 『陣中の竪琴 森林太郎が日露戦争従軍記念詩歌集うた日記に関する箚記』昭和書房 1934年。冨山房百科文庫 1939年
- 『酒と酒 文藝傑作選集』荻原星文館 1935
- 『観無量寿経 仏教聖典を語る叢書 第4巻』大東出版社 1935年 のち新版
- 『掬水譚 法然上人別伝』大東出版社 1936年 のち浄土宗・文庫
- 『散人偶記 随筆集』第一書房 1936年
- 『熊野路』小山書店(新風土記叢書) 1936年
- 『FOU 絵本』版画荘 1936年
- 『霧社』昭森社 1936年
- 『世はさまざまの話』版画荘 1936年
- 『支那印度短篇集』河出書房 1936年
- 『徒然草・方丈記』非凡閣 1937年
  - 「現代語訳 徒然草」河出文庫、「現代語訳 方丈記」岩波現代文庫
- 『むささびの冊子 随筆集』人文書院 1937年
- 『東天紅 新詩集』中央公論社 1938年
- 『打出の小槌』書物展望社 1939年 のち講談社学術文庫
- 『戦線詩集』新潮社 1939年
- 『八雲起出雲阿国 詩劇』協力出版社 1940年
- 『びいだあ・まいやあ』文園社 1940年
- 『ふるさと』河出書房 1940年
- 『杏の実をくれる娘』昭和書房 1941年
- 『風雲』宝文館 1941年
- 『シナノキツネ』帝国教育会出版部 1941年
- 『わが妹の記』桜井書店 1941年
- 『支那雑記』大道書房 1941年
- 『小杯余瀝集』起山房 1942年
- 『遅日抄 詩選』文園社 1942年
- 『大東亜戦争』龍吟社 1943年
- 『山田長政』聖紀書房 1943年
- 『随縁小記』文林堂双魚房 1943年
- 『慵斎雑記』千歳書房 1943年
- 『有馬晴信』三田文学出版部 1943年
- 『環境』実業之日本社 1943年
- 『奉公詩集』千歳書房 1944年
- 『西遊記』新潮社 1944年
- 『日本文芸の道』新潮社 1946年
- 『佐久の草笛 詩集』東京出版 1946年
- 『新秋の記』養徳社 1946年
- 『美しい町』細川書店 1947年
- 『荷風雑観』国立書院 1947年
- 『自然の童話』丹頂書房 1948年
- 『文芸他山の石』好学社 1948年
- 『まゆみ抄』信修堂 1948年
- 『別れざる妻に与ふる書』東京出版 1948年
- 『青春期の自画像』共立書房 1948年
- 『抒情新集』好学社 1949年
- 『風流永露集』毎日新聞社 1949年
- 『コロンブス』小峰書店（小学生文庫） 1950年
- 『笛ふきと王』小峰書店（日本童話小説文庫） 1950年
- 『近代日本文学の展望』大日本雄弁会講談社 1950年
- 『国文学入門』酣燈社（学生文庫） 1951年
- 『近代神仙譚』（南方熊楠）乾元社 1952年、河出文庫 2017年
- 『日照雨（そばえ）』大日本雄弁会講談社 1953年
- 『仙人になった人』筑摩書房（小学生全集） 1953年
- 『晶子曼陀羅』大日本雄弁会講談社 1954年 のち角川文庫、同文芸文庫
- 『わが小説作法』新潮社 1954年
- 『悲壮美の世界』大日本雄弁会講談社 (ミリオン・ブックス) 1955年
- 『白雲去来』筑摩書房 1956年
- 『人生の楽事』大日本雄弁会講談社 1956年
- 『私の享楽論』朝日新聞社 1956年
- 『小説高村光太郎像』現代社 1956年
- 『観潮楼附近』三笠書房 1957年
- 『小説智恵子抄』実業之日本社 1957年 のち角川文庫
- 『釈迦堂物語』平凡社 1957年
- 『観無量寿経－悲劇を機縁として』法蔵館 1957年。石田充之解説 のち新版＋ちくま学芸文庫
- 『前途展く』大日本雄弁会講談社 1958年
- 『わんぱく時代』講談社 1958年 のち新潮文庫、講談社文芸文庫
- 『日本の風景』新潮社 1959年
- 『みだれ髪を読む』講談社 ミリオン・ブックス 1959年
- 『わが龍之介像』有信堂 1959年
- 『小説永井荷風伝』新潮社 1960年。新編 岩波文庫 2009年
- 『詩の本』有信堂 1960年
- 『極楽から来た』講談社 1961年
- 『窓前花』新潮社 1961年
- 『望郷の賦』修道社 1961年
- 『権勢の鬼ども 史的断片』人物往来社 1962年
- 『美の世界』朝日新聞社 1962年 編著
- 『愛の世界』朝日新聞社 1963年 編著。新編「美の世界　愛の世界」旺文社文庫、講談社文芸文庫
- 『詩文半世紀』読売新聞社 1963年
- 『美女日本史 長篇小説』河出書房新社 1963年
- 『光の帯』講談社 1964年
- 『玉を抱いて泣く』河出書房新社 1964年
- 『わが北海道』新潮社 1964年
- 『上田秋成』桃源社 1964年
- 『詩文四季』雪華社 1964年 編著
- 『からもの因縁』勁草書房 1965年
- 『美と愛の世界』養神書院 1966年

### 作品集
- 『佐藤春夫全集』全3巻 改造社 1931年 - 1932年
- 『佐藤春夫作品集』全5巻 好学社 1949年 - 1950年
- 『佐藤春夫全詩集』創元社〈創元選書〉、1952年。定本・講談社 1970年。島田謹二・吉田精一解説
- 『自選 佐藤春夫全集』全10巻、河出書房 1956年 - 1958年
- 『佐藤春夫集　現代知性全集28』日本書房 1960年
- 『日本の詩歌16 佐藤春夫』中央公論社 1968年 のち中公文庫、新装版。詩集は他社でも多く刊行
- 『日本幻想文学集成11 佐藤春夫 海辺の望楼にて』須永朝彦編、国書刊行会 1992年
- 『作家の自伝12 佐藤春夫 青春期の自画像／詩文半世紀』鳥居邦朗編、シリーズ人間図書館・日本図書センター 1994年
- 『未刊行著作集6 佐藤春夫』浦西和彦編、白地社 1995年
- 『佐藤春夫集　夢を築く人々　怪奇探偵小説名作選4』日下三蔵編、ちくま文庫 2002年
- 『佐藤春夫 近代浪漫派文庫27』新学社 2004年
- 『たそがれの人間 佐藤春夫怪異小品集』東雅夫編、平凡社ライブラリー 2015年
- 『奇妙な小話 佐藤春夫 ノンシャラン幻想集』長山靖生編、彩流社 2018年
- 『女誡扇綺譚・田園の憂鬱』小学館 2019年。川本三郎解説、選書判、全5編
- 『佐藤春夫台湾小説集　女誡扇綺譚』中公文庫 2020年。全9編
- 『佐藤春夫中国見聞録　星／南方紀行』中公文庫 2021年。全9編
- 『佐藤春夫全集』講談社（全12巻） 1966年 - 1970年。事実上は選集、定本版が出るまで非常に高価だった
- 『定本 佐藤春夫全集』臨川書店（全36巻・別巻2） 1998年 - 2001年。翻訳・書簡も収録

### 共編著
- 『漱石の読書と鑑賞』小山書店 1936年。新編・中公文庫 2023年
- 『花さうび 近代抒情詩選』島田謹二・吉田清一共著 天明社 1947年
- 『現代人の日本史 第1 日本の誕生』河出書房新社 1958年
- 『現代人の日本史 第5 貴族の栄華』河出書房新社 1959年
- 『現代人の日本史 第6 武士の勃興』河出書房新社 1959年

### 翻訳
- 『ピノチオ あやつり人形の冒險』 コッロディー 改造社 1925年
- 『車塵集 支那歴朝名媛詩鈔』 武蔵野書院 1929年。「車塵集・ほるとがる文」[注釈 3] 講談社文芸文庫・現代日本の翻訳 1994年
- 『平妖伝』 羅貫中 世界大衆文学全集 改造社 1929年。ちくま文庫（上下） 1993年
- 『ぽるとがる文』 マリアンナ 竹村書房 1934年（実はギュラーグ伯）。人文書院 1949年 のち新版
- 『現代語西鶴全集 第9巻 西鶴置土産・扶桑近代艶隠者・新可笑記』 春秋社 1933年
- 『木竹集』 春陽堂 1933年
- 『小泉八雲初期文集　尖塔登攀記』白水社 1934年。復刻・恒文社1996年
- 『魯迅選集』 増田渉共訳 岩波文庫 1935年（増田により改訳）
- 『吸血鬼』 バイロン[注釈 4] 山本書店 1936年
- 『百花村物語 「古今奇観」巻第八』 山本書店 1936年
- 『マルコポーロと少年達』 ル・アンドレ・ケント 童話春秋社 1941年
- 『好逑伝 支那長篇小説』 名教中人 奥川書房 1942年
- 『浮生六記』 沈復 松枝茂夫共訳 岩波文庫 1947年（松枝により改訳）
- 『玉笛譜 支那詩選』 東京出版 1948年
- 『水滸伝』 第1-9巻 中央公論社 1952年 - 1953年（実際は村上知行による訳）
- 『新・十八史略物語』 全13巻、別巻2 奥野信太郎・増田渉共編 河出書房 1956年 - 1958年（訳者代表）
- 『毛皮を著たヴィーナス』 ザッヘル・マゾッホ 大日本雄弁会講談社 1957年
- 『受難華』 ハイネ 大雅洞 1963年

## 短歌・評論・随筆
- 馬車・食堂 （はまふゆ） 1908年
- 革命に近づける短歌 （熊野実業新聞） 1908年
- 習作第一 花の形をした果実 （スバル） 1910年
- 日本人脱却論 （新小説） 1911年
- 小曲四章 （スバル） 1911年
- 小曲六章 （三田文学） 1911年
- 清水正次郎を悼む長短並短歌 （スバル） 1911年
- 同時代私議 （スバル） 1912年
- 寓話話・友に・ある夜の祈願・詩人を論ず （三田文学） 1912年
- 光の種 （朱欒） 1912年
- 鵲・祈祷・愛の年若きとき・風・人生？ （黒耀） 1912年
- マグダレンの散策 （車前草） 1913年
- 相聞羇旅 （三田文学） 1913年
- 衒学余談　（秀才文壇） 1914年
- 白珠抄 1914年
- 情痴録秘抄 （我等） 1914年
- 薔薇 （我等） 1914年
- 錬金術 （反響） 1915年
- 「赤光」に就て （アララギ） 1915年
- 「カラマゾフ兄弟」 （讀賣新聞） 1915年
- エピキュラスの庭より （アルス） 1915年
- 言葉の魔力 （秀才文壇） 1915年
- 雉子の炙肉 （讀賣新聞） 1916年
- 衒学無駄話 （中央文学） 1917年
- マアクスはどれだけヘルモンを理解したか （中央文学） 1917年
- 人と作品とそっくり （新潮） 1917年
- 月かげ （帝国文学） 1918年
- 指紋 （中央公論） 1918年
- 或る父と子 （雄辯） 1919年
- 最も良き夕 （新潮） 1919年
- ナイチンゲールの歌 （中外） 1919年
- アモンチャリドゥの樽 （解放） 1919年
- 奇妙な小話 （大観） 1919年
- 「詩」といふこと （文章倶楽部） 1919年
- 星 （改造） 1921年
- 支那の詩より 改題:つみ草 （蜘蛛） 1921年
- 蝗の大旅行 （童話） 1921年
- 秋刀魚の歌 （人間） 1921年
- 探偵小説に出るやうな人物 （野依雑誌） 1921年
- 月光異聞 （太陽） 1922年
- おもちゃの蝙蝠（童話） 1922年
- デカダンに対する慌しい一考察 （純正美術） 1922年
- 吾が回想する大杉栄 （中央公論） 1923年
- 文壇近頃の風潮を慨く （時事新報） 1923年
- 人に與ふる詩三篇 (日本詩人） 1923年
- 五分間 （我観） 1923年
- 消閑録 （随筆） 1923年
- 退屈問答 （中央公論） 1924年
- 儲け役 （新演芸） 1924年
- 処世術 （写真報知） 1924年
- 「風流」論 （中央公論） 1924年
- 暮春挿話 （改造） 1924年
- 瀬沼氏の山羊 （主婦之友） 1924年
- 散文精神の発生 （新潮） 1924年
- あさましや漫筆 （世紀） 1924年
- 黄菊白菊 （中央公論） 1924年
- この三つのもの （改造） 1925年
- 砧 （改造） 1925年
- 寸閑 （報知新聞） 1926年
- 偶感 （奢潲都） 1926年
- 東洋人の詩感 （日本詩人） 1926年
- 家常茶飯 （新青年） 1926年
- 李鴻章 （改造） 1926年
- 背徳歌 （虚無思想） 1926年
- 水無月来りなば （纏馬） 1926年
- 上々吉 （苦楽） 1926年
- 思ひ （詩歌時代） 1926年
- 故事三篇 （炬火） 1927年
- 人間悲劇 （大調和） 1927年
- 小説作法講話 （文章倶楽部） 1927年
- 神々の戯れ （報知新聞） 1927年
- 好球傳 （クラク） 1928年
- 支那名媛詩紗 （改造） 1928年
- 短章三篇 （アルト） 1928年
- 山の日記から （平凡） 1928年
- のん・しゃらん記録 （改造） 1929年
- 剣俠尼僧伝 （新青年） 1930年
- 武蔵野少女 （時事新報） 1931年
- 愛書狂 （犯罪公論） 1932年
- 植民地の旅 （中央公論） 1932年
- 嗚呼二十五年 （アララギ） 1933年
- 熊野風土記 （改造） 1933年
- 遅日漫詠 （四季） 1933年
- 湯川温泉 （南紀芸術） 1933年
- 丙午佳人傳 （経済往来） 1933年
- 陣中の竪琴 （文藝） 1934年
- 国姓爺阿蘭陀合戦 （文藝春秋） 1934年
- 絞刑記事 （行動） 1934年
- 胡蝶幻想 （四季） 1934年
- 礼装 （談話室） 1934年
- 親子ルンペンの話 （行動） 1935年
- 弔詞 （冬柏） 1935年
- 鴨長明 （中央公論） 1935年
- 西湖の遊を憶ふ （セルパン） 1935年
- 化物屋敷 （中央公論） 1935年
- 秋花七種 （文藝春秋） 1935年
- 漢詩漫讀妄解 （改造） 1936年
- 残雪日記 （文藝懇和会） 1936年
- 日露戦争文献としての「歌日記」 （文学） 1936年
- 秦淮画舫納涼記 （東陽） 1936年
- 漢字廃止不可論 （日本評論） 1936年
- 伊良古鷹 （中央公論） 1937年
- ボニン島風物誌 （中央公論） 1938
- 国旗を謳ふ （東京日日新聞） 1938年
- アジアの子 （日本評論） 1938年
- 一詩人が従軍の志を言へる賦 （文藝春秋） 1938年
- 従軍詩集 （新日本） 1938年
- 上海 （新日本） 1939年
- 宋江の罪 （中央公論） 1940年
- 日華文人の交驩 （東京朝日新聞） 1941年
- 日本語の美しさの根底 （日本語） 1941年
- 芟夷行 （文藝春秋） 1942年
- 愛国百人一首小論 （改造） 1943年
- 三十年来の高恩 （多磨） 1943年
- サイパンの防人に誓ふ （週刊少国民） 1944年
- 論語の面白さ （芸文） 1944年
- 東印度第一樹賦 （文藝春秋） 1944年
- 比島戦局に寄せて （文藝春秋） 1945年
- 悪夢覚醒の賦 （太平） 1945年
- 山中雑興数篇 （芸林間歩） 1946年
- 自然と人生 （展望） 1946年
- 山人行情 （人間） 1946年
- 現代詩の過現末 （芸苑） 1946年
- 唐詩翻訳十章 （別冊文藝春秋） 1946年
- 国語とその文化 （国鉄情報） 1947年
- 李長吉翻訳三篇 （至上律） 1947年
- 仲秋日記 （文體） 1947年
- 名所月 （明星） 1948年
- 沙羅の木の花 （芸林間歩） 1948年
- 焼け木杙　（小説と読物） 1948年
- 田藕花 （丹頂） 1948年
- 天京地獄図 （歴史小説） 1948年
- 小草の夢 （宝石） 1949年
- 東京哀歌沙 （女性改造） 1949年
- 風流東印度記 （群像） 1950年
- 神絃記 （改造文藝） 1950年
- 延寿城消息 （新潮） 1950年
- 七夕 （キング） 1950年
- 好色燈篭縁起 （改造） 1951年
- 南海奇人傳 （文藝春秋） 1951年
- 還暦歌・浦の水仙 （群像） 1952年
- はんかい （心） 1953年
- 美しい海辺 （新潮） 1954年
- 新録の記 （心） 1954年
- 絵筆 （群像） 1955年
- わが仙術修業 （新潮） 1955年
- 上人遠流 （世界） 1955年
- 山上憶良 （新論） 1955年
- 熊野のさんま （あまカラ） 1955年
- 道灌山 （群像） 1956年
- 月の桂 （文藝） 1956年
- 釈迦堂物語 （心） 1956年
- 山妖海異 （新潮） 1956年
- みだれ髪を読む （国文学・解釈と鑑賞） 1957年
- 日本の風景 （心） 1957年
- 李商隠を賛美す 1958年
- 陽春曲山村夜祭 （心） 1959年
- 帰去来歌 （心） 1959年
- 権勢の鬼ども （心） 1960年
- 牡丹の家 （新潮） 1961年
- 落日風景 （心） 1961年
- 戦争職人命ありき （芸術生活） 1962年
- 余生悲し戦争職人 （芸術生活） 1962年
- ちょんがれ武左衛門 （群像） 1963年
- 文化の反逆 （芸生新聞） 1963年
- 彼らは （スバル） 1964年

## 作詞

### 校歌
- 法政大学
- 慶應義塾普通部
- 桐朋中学校・高等学校
- 青森県立三本木高等学校
- 群馬県立富岡東高等学校
- 群馬工業高等専門学校
- 群馬県立館林高等学校
- 群馬県立渋川高等学校
- 甲府市立甲府商業高等学校
- 長野県梓川高等学校
- 長野県上田染谷丘高等学校
- 愛知県立小牧高等学校
- 三重県立木本高等学校
- 福井県立武生高等学校
- 和歌山県立熊野高等学校
- 和歌山県立新宮高等学校
- 島根県立益田高等学校
- 福岡県立明善高等学校
- 新宮市立緑丘中学校
- 所沢市立北小学校
- 目黒区立第八中学校

など

### 自治体歌
- 山口県民の歌（3代目）
- 千代田区歌
- 文京区歌
- 和歌山市市歌
- 新宮市歌
- 高野町の歌
- 山口市の歌（2代目、2005年廃止）